# بيغي فلورنوي
بيغي فلورنوي (بالإنجليزية: Peggy Flournoy)‏ هو لاعب كرة قدم أمريكية أمريكي، ولد في 17 يناير 1904 في مسيسيبي في الولايات المتحدة، وتوفي في 7 أكتوبر 1972 في نيو أورلينز في الولايات المتحدة.